# Beat Down
Beat Down е песен на американския диджей и продуцент Стив Аоки, с участието на Ангър Димас и Иги Азалия.
Песента е пусната на 3 май 2012 г. и е издадена на 31 май 2012 г. за дигитално сваляне.

## Музикален видеоклип
Видеото към песента е пуснато на 7 юли 2012 г.

## Изпълнения на живо
Иги Азалия изпълнява песента, докато подгрява Рита Ора на турнето ѝ „Radioactive Tour“.

## История на издаване
| Държава        | Дата           |
| -------------- | -------------- |
| САЩ            | 31 май 2012    |
| Великобритания | 26 август 2012 |

## Позиции в музикалните класации
| Държава                           | Позиция |
| --------------------------------- | ------- |
| Великобритания (UK Singles Chart) | 44      |